# Sikorsky X2
Sikorsky Sikorsky X2 byl technologický demonstrátor vysokorychlostního vrtulníku vyvinutý v letech 2005–2008 americkou společností Sikorsky Aircraft Corporation. Díky kombinaci dvou protiběžných rotorů a zadní tlačné vrtule vrtulník dosahuje výrazně vyšší cestovní a maximální rychlosti, než konvenční typy. Roku 2010 překonal dosavadní vrtulníkový rychlostní rekord. Zkušenosti získané z tohoto programu společnost Sikorsky využívá při vývoji nové generace vrtulníků. 

## Vznik a vývoj
Vývoj experimentálního vysokorychlostního vrtulníku společnost Sikorsky zahájila roku 2005. Mohla přitom využít zkušenosti z některých starších programů, například koaxiálními rotory vybaveného experimentálního vrtulníku Sikorsky S-69 ze 70. let. První let demonstrátoru X2 proběhl v New Yorku dne 27. srpna 2008. V červenci 2009 proběhl první let s plným využitím tlačné vrtule. Dne 15. září 2010 vrtulník dosáhl rychlosti 250 uzlů (463 km/h), čímž dosavadní konvenční vrtulníky překonal o 15% (původní rekord 216 uzlů držel od roku 1986 upravený vrtulník Westland Lynx). Stal se tak držitelem neoficiálního rychlostního rekordu. Za tento výkon bylo uděleno prestižní ocenění Collier Trophy. Po ukončení zkoušek vrtulník Sikorsky X2 získalo americké National Air and Space Museum. Vystaven je v Steven F. Udvar-Hazy Center v Chantilly ve státě Virginie.
V březnu 2010 se společnost Sikorsky s typem X2 zapojila do armádního programu Armed aerial scout (AAS), jehož úkolem bylo hledání variant náhrady průzkumných vrtulníků Bell OH-58 Kiowa. V rámci programu AAS byl zahájen vývoj technologického demonstrátoru Sikorsky S-97. Práce na něm pokračovaly i po ukončení programu AAS v roce 2013. Společnost Sikorsky se následně zapojila do navazujících programů pro vývoj nové generace amerických bojových vrtulníků. Na S-97 přímo navazují demonstrátor Sikorsky–Boeing SB-1 Defiant a průzkumně-bojový vrtulník Sikorsky Raider X.

## Konstrukce
X2 má kompozitový trup, dvoumístný kokpit a řízení fly-by-wire. Pro vrtulník byla zvolena novátorská koncepce s kombinací protiběžných rotorů a šestilisté zadní tlačné vrtule. Pohání jej turbohřídelový motor LHTEC T800-LHT-801 o výkonu 1300 kW (1800 hp).

## Specifikace (Sikorsky X2)

### Technické údaje
Údaje dle:
- Osádka: 2
- Délka: 9,1 m
- Výška: 2,4 m
- Průměr hlavního rotoru: 8,1 m
- Hmotnost prázdného stroje: 2404 kg
- Maximální vzletová hmotnost: 3600 kg[4]
- Pohonné jednotky: 1× turbohřídelový motor LHTEC T800-LHT-801
- Výkon pohonné jednotky: 1300 kW (1800 hp)

### Výkony
- Nejvyšší rychlost: 463 km/h
- Dolet: 1300 km[4]